# Boullarre
Boullarre település Franciaországban, Oise megyében. Lakosainak száma 201 fő (2022. január 1.). Boullarre Antilly, Étavigny, Mareuil-sur-Ourcq, Rosoy-en-Multien, Rouvres-en-Multien és Thury-en-Valois községekkel határos.

## Népesség
A település népességének változása:
| Lakosok száma | 226  | 226  | 229  | 223  | 220  | 217  | 214  | 207  | 201  |
|               | 2013 | 2015 | 2016 | 2017 | 2018 | 2019 | 2020 | 2021 | 2022 |